# Добрешть (Димбовіца)
Добрешть, Добрешті (рум. Dobrești) — село у повіті Димбовіца в Румунії. Входить до складу комуни Мороєнь.
Село розташоване на відстані 109 км на північний захід від Бухареста, 41 км на північ від Тирговіште, 43 км на південь від Брашова.

## Населення
За даними перепису населення 2002 року у селі проживали 149 осіб, усі — румуни. Рідною мовою 148 осіб (99,3%) назвали румунську.